# Fiord Matussévitx
El fiord Matussévitx (en rus Фьорд Матусевича, Fiord Matusevicha) és un fiord de la Terra del Nord, al krai de Krasnoiarsk, Rússia. Durant tot l'any es troba bloquejat per gel i té una gran activitat productora d'icebergs.

## Història
El fiord Matussévitx va ser cartografiat per primera vegada durant l'expedició de 1931 dirigida pels investigadors soviètics Gueorgui Uixakov i Nikolai Urvántsev que va explorar per primera vegada la Terra del Nord. Un treball cartogràfic més precís de la zona fou realitzat per l'expedició de 1950 dirigida per B.V. Zubov i A.I. Stepanov gràcies a la fotografia aèria.
El fiord va rebre el nom en honor de Nikolai Matussévitx, un destacat investigador de l'Àrtida soviètic.

## Geografia
Desemboca a la zona nord-est de l'illa de la Revolució d'Octubre, a l'oest del cap Figurny, a la costa del mar de Làptev. És el fiord més gran de la Terra del Nord. L'illa Vollosovitx i la Blizhni es troben al davant de la desembocadura del fiord. S'estén un 60 km en direcció nord-est/sud-oest. La conca del fiord presenta muntanyes costerudes a ambdós costat que s'alcen fins als 590 metres. Les enormes glaceres que hi aboquen gran quantitat d'icebergs.
Dos petits illots es troben a l'interior del fiord, prop de la zona terminal de la glacera, l'illa Trudni, que té un diàmetre d'1 km i l'illa Pregrazhdayushchy, de 1,3 km de llarg, on hi ha un vèrtex geodèsic.

## Ecologia
El fiord forma part de la Reserva Natural del Nord, una de las set subdivisions de la Reserva Natural del Gran Àrtic. Hi ha nombroses colònies d'aus als penya-segats del fiord, entre les quals destaquen els somorgollaire de Brünnich (Uria lomvia), gavines (Larus hyperboreus) i sits blancs (Plectrophenax nivalis), entre d'altrers.